# Бела Кухарскі
Бела Кухарскі (угор. Kuharszki Béla; 29 квітня 1940, Будапешт — 7 березня 2016) — угорський футболіст, що грав на позиції захисника. Виступав за національну збірну Угорщини.

## Клубна кар'єра
У дорослому футболі дебютував 1958 року виступами за команду клубу «Уйпешт», в якій провів десять сезонів.
Завершив професійну ігрову кар'єру у клубі «Ед'єтертеш», за команду якого виступав протягом 1969 року.

## Виступи за збірну
1960 року дебютував в офіційних матчах у складі національної збірної Угорщини. Протягом кар'єри у національній команді, яка тривала три роки, провів у формі головної команди країни шість матчів.
У складі збірної був учасником чемпіонату світу 1962 року у Чилі.
| Дата       | Місто     | Господарі  | Результат | Гості     | Турнір            | Голи | Примітки |
| ---------- | --------- | ---------- | --------- | --------- | ----------------- | ---- | -------- |
| 9-10-1960  | Будапешт  | Угорщина   | 1 – 1     | Югославія | товариський матч  | -    | 80'      |
| 30-4-1961  | Роттердам | Нідерланди | 0 – 3     | Угорщина  | Відбір до ЧС 1962 | -    |          |
| 7-5-1960   | Белград   | Югославія  | 2 – 4     | Угорщина  | товариський матч  | -    | 19'      |
| 11-6-1961  | Будапешт  | Угорщина   | 1 – 2     | Австрія   | товариський матч  | -    | 74'      |
| 13-12-1961 | Нуньйоа   | Чилі       | 0 – 0     | Угорщина  | товариський матч  | -    | 75'      |
| 6-6-1962   | Ранкагуа  | Угорщина   | 0 – 0     | Аргентина | ЧС 1962           | -    |          |
| Усього     |           | Матчів     | 6         |           | Голів             | 0    |          |